# Kläppviken, Västerbotten
Kläppviken är en sjö i Umeå kommun i Västerbotten och ingår i Umeälven-Hörnåns kustområde.